# Elaphoglossum zakamenense
Elaphoglossum zakamenense är en träjonväxtart som beskrevs av Tard. Elaphoglossum zakamenense ingår i släktet Elaphoglossum och familjen Dryopteridaceae. Inga underarter finns listade.